# Чхонбоккун
Чхонбокку́н — межрелигиозный храм в Сеуле, внутри которого имеются скульптуры и картины святынь христианства, иудаизма, буддизма и конфуцианства, и Коран (книга) больших размеров: длиной 4,2 м, шириной 1,4 м, высотой 2,3 м и весом 500 кг. Мун Хёнджин, руководитель Движения Объединения и сын Мун Сонмёна, выкупил здание около первой штаб-квартиры движения, тогда юридически именуемого Ассоциацией Святого Духа за объединение мирового христианства и реконструировал его под межрелигиозный храм, в котором могут отправлять богослужения представители любой религии. Также в храм были привезены со всего мира горстки святой земли для каждой мировой религии.
В 2011 году 400 священнослужителей разных конфессий — членов Конференции лидеров американского духовенства — навестили Муна и посетили храм.